# José Fernando Polozzi
José Fernando Polozzi (Vinhedo, 1º ottobre 1955) è un allenatore di calcio ed ex calciatore brasiliano, di ruolo difensore.

## Caratteristiche tecniche
Giocava come difensore centrale; ha giocato più di ottanta partite nel Campeonato Brasileiro Série A. Era un difensore tecnico e dal buon senso della posizione, ma difettava nella rapidità.

## Carriera

### Club
Per due volte Polozzi giocò nelle giovanili del Ponte Preta per poi venire scartato, e la stessa cosa avvenne con il Guarani. Il Ponte Preta però gli diede una chance quando entrambi i difensori centrali titolari delle giovanili si infortunarono; il secondo posto nella Taça São Paulo de Juvenis del 1974 gli fece guadagnare l'ingresso in prima squadra.
Iniziò a mettersi in evidenza durante il Campionato Paulista 1977, in cui la Ponte Preta si classificò seconda. In coppia con Oscar, erano considerati tra i migliori centrali difensivi del Brasile.
Acquistato dal Palmeiras nel 1979, si rivelò spesso utile in occasione di calci d'angolo. Complice la scarsa stagione del club, le sue prestazioni calarono d'intensità. Tornò quindi alla Ponte Preta nel 1983 e girò diversi club minori, tornando brevemente al Parque Antártica nel 1985, prima di ritirarsi nel Tiradentes, squadra del Distrito Federal, nel 1992.

### Nazionale
Ha giocato cinque partite per il Brasile, venendo incluso tra i convocati per il campionato del mondo 1978.

### Allenatore
Una volta ritiratosi, ha allenato tra le altre il Tupã nel 1995 centrando la promozione al Campionato Paulista Serie A2 con il Guaratinguetá nel 2004.

## Palmarès

### Giocatore

#### Club
- Campionato Matogrossense: 1

Operário: 1986

#### Individuale
- Bola de Prata: 1

1977

### Allenatore
- Campionato Paulista Serie A3: 1

Guaratinguetá: 2004